# Hypericum dissimulatum
Hypericum dissimulatum är en johannesörtsväxtart som beskrevs av Eugene Pintard Bicknell. Hypericum dissimulatum ingår i släktet johannesörter, och familjen johannesörtsväxter. Inga underarter finns listade i Catalogue of Life.